# Blacktjärnen, Västergötland
Blacktjärnen är en sjö i Partille kommun i Västergötland och ingår i Göta älvs huvudavrinningsområde.

## Bilder

Blacktjärnen
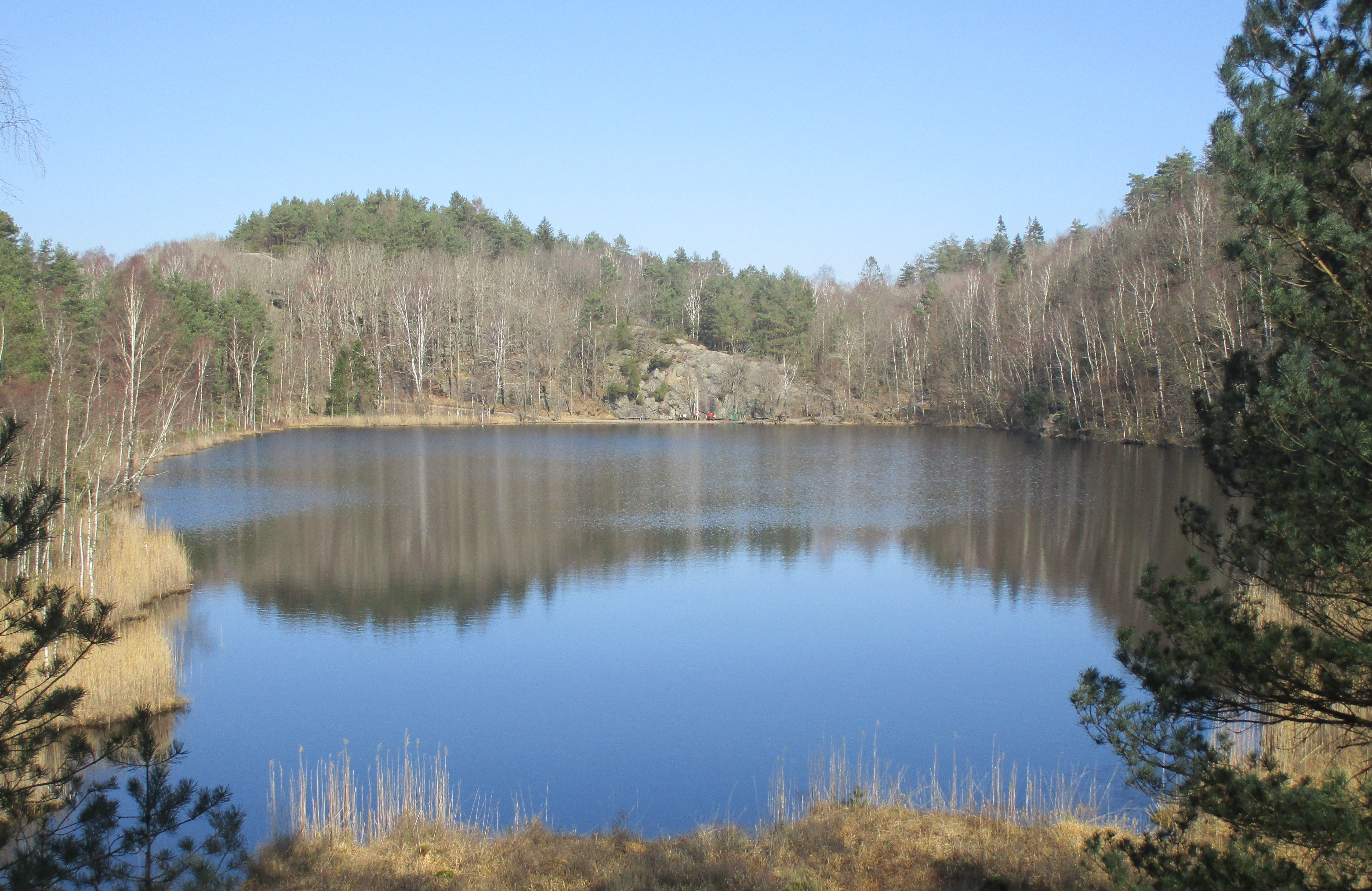
Blacktjärnen från södra änden 27 mars 2020.
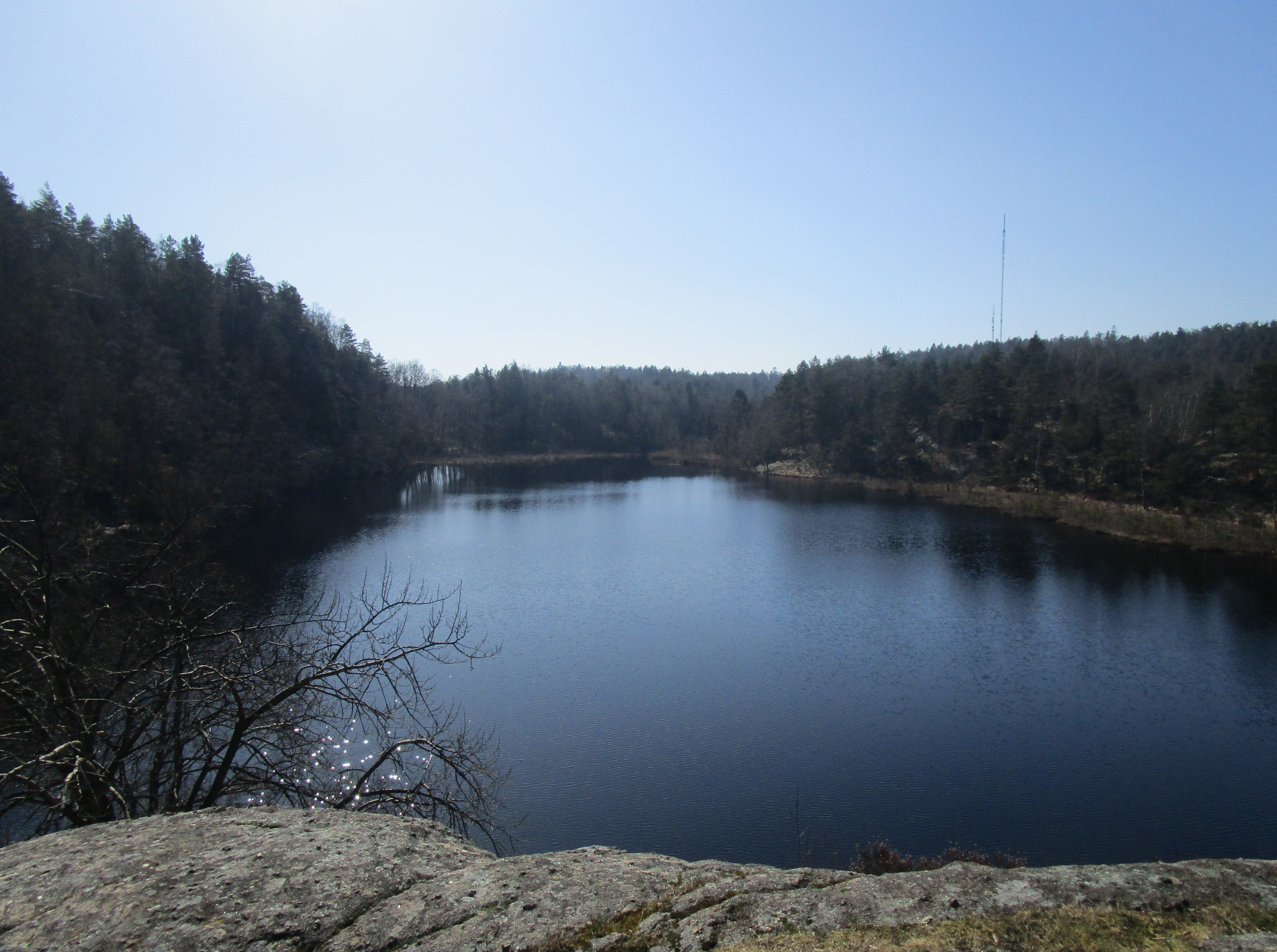
Blacktjärnen från klippan i nordänden 27 mars 2020.
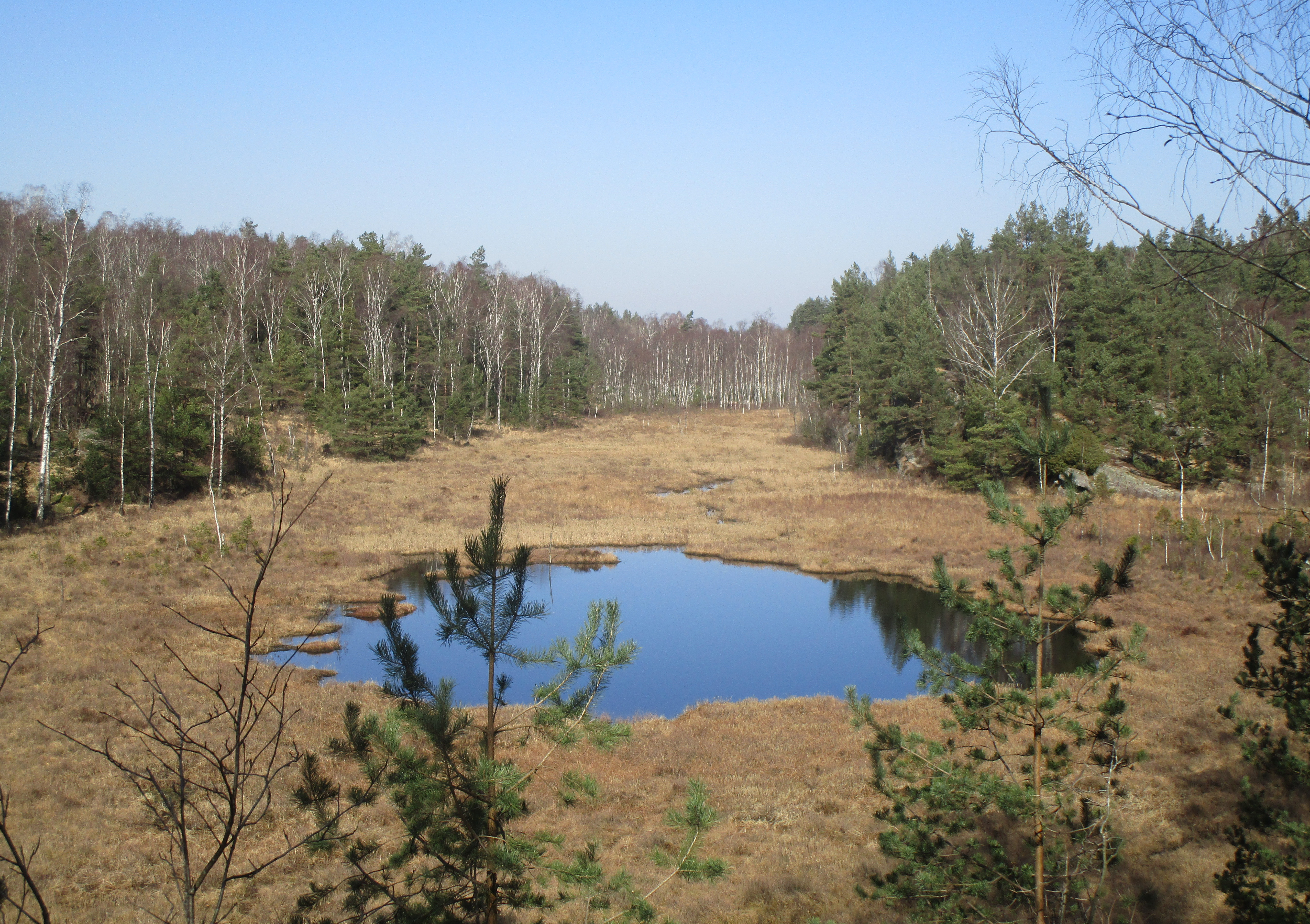
Ormögat strax söder om Blacktjärnen 27 mars 2020.